# انگاشت هنری
یک انگاشت هنری یا نمایش انگاره‌ای هنرمند (به انگلیسی: An artist's impression یا artist's interpretation)،
برداشت و تفسیری ایجادشده به‌وسیله یا با کمک یک هنرمند است که برای نمایش یک شیء یا یک صحنه؛ بیشتر در شرایطی که هیچ نمایش دقیق دیگری در دسترس نیست، ارائه شده‌است. این انگاشت و تصور می‌تواند در قالب یک نگاره، یک صدا، یک ویدیو یا یک مدل و نمونه، پرداخته و ارائه شده‌باشد. برداشت‌های هنرمندانه اغلب برای نمایش مفاهیم و چیزهایی که نمی‌توانند توسط چشم غیر مسلح دیده شوند ایجاد شده‌اند؛ تصور وقایع در گذشته، چیزهای بسیار حیرت‌انگیز، بسیار کوچک، پیش‌بینی‌های در آینده، تخیلی، یا به‌طور خلاصه چیزهای دیگری که به گونه‌ای انتزاعی هستند. به عنوان مثال، در معماری، انگاشت هنری برای نمایش طراحی ساختمان‌های برنامه‌ریزی‌شده و چشم‌اندازهای مربوط به آن‌ها استفاده می‌شود. در هنر فضا (هنر اخترشناسی) استفاده از نمایش انگاره‌ای هنرمند به ویژه برجسته است.